# Marijan Pavčnik
Leopold Marijan Pavčnik, slovenski pravnik, (ustavni) sodnik, pravni filozof, pedagog, akademik, * 8. december 1946, Ljubljana.

## Življenjepis
Dilpomiral je 1969 in doktoriral 1982 na PF v Ljubljani. Sprva je bil sodnik pri Okrajnem sodišču v Ljubljani. Od leta 1973 je predaval na Pravni fakulteti v Ljubljani, od 1982 kot docent, 1987 izredni in 1992 kot redni profesor za teorijo države in prava ter filozofijo prava; v letih 1993−1999 pa je predaval tudi na Pravni fakulteti v Mariboru. Večkrat je bil predstojnik katedre za teorijo in sociologijo prava PF Univerze v Ljubljani, odgovorni urednik Zbornika znanstvenih razprav (1995–2009) ter predstojnik knjižnice. Dvakrat je bil nacionalni koordinator za področje prava, 2006-2010 pa je bil na ARRS predsednik znanstvenega sveta za družboslovje.  
Na področju teorije in filozofije prava so pomembna njegova dognanja v zvezi s pravnimi viri, zlorabo pravice ter pravno hermenevtiko in argumentacijo. Kot soavtor dela Politični delikti (vodja projekta Ljubo Bavcon) je 1988 dobil nagrado sklada Borisa Kidriča, 2001 pa Zoisovo nagrado za vrhunske znanstvene dosežke na področju prava. Napisal je prvo Teorijo prava (prva izdaja 1997; četrta 2011) v slovenskem jeziku. Njegovo delo ima tudi mednarodni odmev; njegov pogled na prepoved zlorabe pravice je sprejet v enciklopedijo The Philosophy of Law (ur. C. B. Gray, 1999). 
12. junija 2003 je postal izredni član Slovenske akademije znanosti in umetnosti, redni član pa 21. maja 2009. Načelnik oddelka za družbene vede I. razreda SAZU od 10. februarja 2005 do 31. maja 2011; tajnik I. razreda SAZU za zgodovinske in družbene vede od 6. maja 2008 do 31. maja 2011. Od 2010 je tudi član Evropske akademije (Academia Europaea). Leta 2016 je prejel zlato plaketo Univerze v Ljubljani, ki mu je 2023 podelila naziv zaslužnega profesorja, 2017 priznanje za življenjsko delo Zveze društev pravnikov Slovenije, 2022 pa še Zoisovo nagrado za življenjsko delo.
Z letom 2017 se je upokojil kot predavatelj in 27. marca nastopil funkcijo ustavnega sodnika RS, konec maja 2022 pa je napovedal odstop z 31. decembrom 2022. Kot soavtor je zasnoval in (so)uredil več knjig, ki raziskujejo pomembna vprašanja prava: Temeljne pravice (1997), Ustavno sodstvo (2000) in Pravna država (2009). Kot soavtor je zasnoval in uredil leksikon Pravo (1.izd. 1987, 2. razširjena in sprememenjena izd. 2003). Je tudi urednik knjižne zbirke Pravna obzorja (od 1994) in zbirke Scientia/Iustitia (od 2003).

#### Monografije:
- Pravni viri v jugoslovanskem pravu (1983)
- Zloraba pravice (1986)
- Argumentacija v pravu (1. izd. 1991; ponat. 1998; 2. sprem. in dop. izd. 2004).
- Juristisches Verstehen und Entscheiden (Springer, 1993)
- Teorija prava (1. izd.: 1997; 4. pregledana in dopolnjena izdaja 2011)